# U-21-Faustball-Europameisterschaft 2001
Die 2. Faustball-Europameisterschaft für U21-Mannschaften fand am 1. und 2. September 2001 in Graz (Österreich) statt. Österreich war zum zweiten Mal Ausrichter der Faustball-Europameisterschaft der U21-Mannschaften.

## Platzierungen
| Rang | Land        |
| ---- | ----------- |
| 1.   | Österreich  |
| 2.   | Schweiz     |
| 3.   | Deutschland |